# Manuel Gutiérrez Aliaga
Manuel Gutiérrez Aliaga fue un médico y político peruano. 
Nació en Huancayo, Perú, el 18 de diciembre de 1898. Realizó estudios superiores de medicina humana en la Universidad de Madrid, España, graduándose de médico en 1925.
Fue elegido diputado por la provincia de Huancayo en 1945 por el Frente Democrático Nacional durante el gobierno de José Luis Bustamante y Rivero. Entre 1959 y 1962 ocupó la alcaldía de Huancayo. Luego fue elegido nuevamente  diputado por Junín en 1963 por el Partido Aprista Peruano durante el primer gobierno de Fernando Belaúnde. Su mandato se vio interrumpido el 3 de octubre de 1968 a raíz del golpe de Estado que dio inicio al gobierno militar de Juan Velasco Alvarado.